# 伊拉克鸫鹛
伊拉克鸫鹛（学名：Turdoides altirostris），是画眉科鸫鹛属的一种，分布于伊拉克、叙利亚和伊朗。该物种的保护状况被评为无危。
伊拉克鸫鹛的平均体重约为47.5克。栖息地包括种植园、耕地、亚热带或热带的（低地）干燥疏灌丛和湿地。